# Чернуха, Ирина Михайловна
Ирина Михайловна Чернуха (род. 4 ноября 1956) — российский учёный в области технологии мясных продуктов, академик РАН (2019).

## Биография
Родилась 04.11.1956 в Москве. Окончила Московский технологический институт мясной и молочной промышленности (1979).
В 1979—1984 гг. инженер, младший научный сотрудник лаборатории качества сырья и продуктов ВНИИ птицеперерабатывающей промышленности.
Во ВНИИ мясной промышленности (ВНИИМП):
- 1984—1987 аспирант
- 1987—1993 научный сотрудник, старший научный сотрудник лаборатории производства сухих животных кормов.
- 1993—1997 ведущий научный сотрудник отдела экономических связей и маркетинга,
- 1997—2004 учёный секретарь, заведующая отделом организации и координации НИР и международного научного сотрудничества,
- 2004—2015 заместитель директора по научной работе,
- с августа 2015 г. — главный научный сотрудник Экспериментальной клиники — лаборатории биологически активных веществ животного происхождения.

Доктор технических наук (2009), профессор (2010), член-корреспондент РАН (2016), академик РАН (2019).
Руководитель и непосредственный участник разработки методов протеомного анализа, электрофоретического и хромато-масс-спектрометрического исследования, ВЭЖХ анализа структурных, мышечных и тканеспецифичных белков и пептидов с целью получения биологически активных веществ требуемого состава и свойств.

## Научные труды
Опубликовала более 280 научных трудов. Получила 10 авторских свидетельств и патентов на изобретения.
Публикации:
- Пищевая промышленность России в условиях рыночной экономики / соавт.: Е. И. Сизенко и др. — М.: Пищепромиздат, 2002. — 690 с.
- Теория и практика переработки мяса / соавт.: А. Б. Лисицын и др.; Всерос. НИИ мясн. пром-сти им. В. М. Горбатова. — М., 2004. — 378 с. — То же. — 2-е изд. — 2008. — 305 с.
- Современные аспекты теплового консервирования мясопродуктов / соавт.: А. Б. Лисицын и др.; ГНУ Всерос. НИИ мясн. пром-сти им. В. М. Горбатова. — М., 2007. — 576 с.
- Качество и безопасность продукции: создание и развитие системы управления / соавт.: А. Б. Лисицын и др.; Всерос. НИИ мясн. пром-сти им. В. М. Горбатова. — М.: Эдиториал сервис, 2010. — 311 с.
- Новые подходы к разработке и реализации конкурентоспособных технологий производства и переработки продукции животноводства: моногр. / соавт.: И. Ф. Горлов и др. — пос. Персиановский, 2012. — 131 с.
- Использование йодированной соли для обогащения хлебобулочных изделий / соавт.: М. Н. Костюченко и др.; ГНУ Гос. НИИ хлебопекарной пром-сти и др. — М., 2013. — 28 с.
- Прижизненное формирование состава и свойств животного сырья / соавт.: А. Б. Лисицын и др.; ФГБНУ «Федер. науч. центр пищ. систем им. В.М Горбатова». — М., 2018. — 439 с.